# Стоун, Филип
Филип Стоун (англ. Philip Stone; род. 14 апреля 1924, Лидс, Великобритания — 15 июня 2003, Лондон, Великобритания) — британский актёр, знаменитый по ролям в фильмах Стэнли Кубрика и британских телесериалах.

## Ранняя жизнь
Филип Стоун родился в 1924 году в британском городе Лидс в семье директора школы. Был младшим из четырёх детей.

## Карьера
В начале кинематографической карьеры актёр отметился эпизодическими ролями в картинах «Шаровая молния» и «Куда не долетают и орлы». В 1970 году режиссёр Стэнли Кубрик обратил внимание на актёрскую игру Стоуна в спектакле «The Contactor» по одноимённой пьесе Дэвида Стори. В итоге Стоун стал единственным актёром, сыгравшим в трёх фильмах  Кубрика подряд. В картине «Заводной апельсин» он появился в роли отца главного героя — молодого садиста Алекса, в фильме «Барри Линдон» сыграл адвоката Грэма, а в «Сиянии» — Дилберта Грэйди, первоначального смотрителя гостиницы «Оверлук».
Другие примечательные роли Филип Стоун сыграл в фильмах «Флэш Гордон» и «Индиана Джонс и храм судьбы». В 1978 году актёр озвучил Теодена в анимационном фильме Ральфа Бакши «Властелин колец».
Кроме того, Стоун играл в популярных британских телесериалах «Мстители», «Дэлзил и Пэскоу», «Да, господин министр», «Улица Коронации».

## Личная жизнь
Филип Стоун был женат на Маргарет Пикард вплоть до её смерти в 1984 году.

## Избранная фильмография
| Год  |     | Русское название              | Оригинальное название                | Роль                                           |
| ---- | --- | ----------------------------- | ------------------------------------ | ---------------------------------------------- |
| 1965 | ф   | Шаровая молния                | Thunderball                          | эпизод                                         |
| 1968 | ф   | Куда не долетают и орлы       | Where Eagles Dare                    | эпизод                                         |
| 1971 | ф   | Заводной апельсин             | A Clockwork Orange                   | отец Алекса                                    |
| 1973 | ф   | О, счастливчик!               | O Lucky Man!                         | Дженкинс / следователь / офицер Армии спасения |
| 1973 | ф   | Гитлер: Последние десять дней | Hitler: The Last Ten Days            | Альфред Йодль                                  |
| 1975 | ф   | Барри Линдон                  | Barry Lyndon                         | Грэм                                           |
| 1976 | ф   | Путешествие проклятых         | Voyage of the Damned                 | секретарь                                      |
| 1978 | ф   | Прикосновения медузы          | The Medusa Touch                     | Дин                                            |
| 1978 | мтф | Властелин колец               | The Lord of the Rings                | Теоден                                         |
| 1979 | ф   | Спасите «Титаник»             | S.O.S. Titanic                       | Артур Рострон                                  |
| 1980 | ф   | Сияние                        | The Shining                          | Дилберт Грэйди                                 |
| 1980 | ф   | Флэш Гордон                   | Flash Gordon                         | Зоги                                           |
| 1984 | ф   | Индиана Джонс и храм судьбы   | Indiana Jones and the Temple of Doom | капитан Блумберт                               |
| 1993 | ф   | Дитя Макона                   | The Baby Of Macon                    | епископ                                        |